# I'm one of those monsters numb with grace
I'm one of those monsters numb with grace is een studioalbum van fear falls burning, de eenpersoonsband band van Dirk Serries. Het is een van de eerste albums die hij maakte onder deze naam, na zijn wending tot de gitaar als belangrijkst instrument. Het album verscheen eerst alleen in beperkte oplage op elpee, drie jaar later gevolgd door een cd-versie met een nog niet uitgebrachte track, die rond dezelfde tijd is opgenomen. De elpeetracks hebben geen titels en zijn door live improvisatie tot stand gekomen.

## Tracks
1. 19:46
2. 19:21
3. dead wisdom (34:20).

De muziek bestaat uit zeer dichte ambient muziek. In track 1 gaat de distortionachtige gitaar, die het werk een impuls en hartslag geeft langzaam en onopvallend verloren in de steeds van timbre wisselende drone.
In track 2 komen de gitaarakkoorden, die het tempo aangeven juist langzaam uit de drone naar voren. Ook dit gebeurt zo langzaam en onopvallend, dat ze pas opvalt als hij in volle kracht aanwezig is. Ook deze klanken moeten opboksen tegen een muur van van klankkleur verschietende achtergrondmuziek.
Track 3, hoewel niet op het originele album, sluit naadloos aan op de eerste twee tracks. De tempobepaler geeft hier in een tweetonige sequentie een zeer laag tempo aan het werk. De twee signalen worden gevolgd door een langzaam wegsterven in de verte, terwijl de achtergrondmuziek gelijk blijft qua sterkte. De tempobepaler legt het na verloop van tijd af tegen de heftige achtergrond. Het nummer kent een zeer lange fade-out, die rond de 25-ste minuut al begint.
Het gehele album heeft een ongekende dichtheid van geluid, maar is tegelijkertijd meditatief; men raakt verloren in de brij van geluid.
De hoes bestaat uit enkele close-up-foto’s van delen van de gitaar door de Belgische fotografe Martina Verhoeven; het gehele ontwerp was in handen van Carl Glover. Beide werkten eerder aan hoezen van FFB, en haar voorganger VidnaObmana.